# ترومانسبورغ (نيويورك)
ترومانسبورغ (بالإنجليزية: Trumansburg, New York)‏ هي منطقة سكنية تقع في الولايات المتحدة في مقاطعة تومبكينز. يقدر عدد سكانها بـ 1,797 نسمة ومساحتها 3.1 كم2 وترتفع عن سطح البحر 294 متر.

## المناخ
يظهر الجدول التالي التغييرات المناخية على مدار السنة لترومانسبورغ:
| البيانات المناخية لـترومانسبورغ   | البيانات المناخية لـترومانسبورغ | البيانات المناخية لـترومانسبورغ | البيانات المناخية لـترومانسبورغ | البيانات المناخية لـترومانسبورغ | البيانات المناخية لـترومانسبورغ | البيانات المناخية لـترومانسبورغ | البيانات المناخية لـترومانسبورغ | البيانات المناخية لـترومانسبورغ | البيانات المناخية لـترومانسبورغ | البيانات المناخية لـترومانسبورغ | البيانات المناخية لـترومانسبورغ | البيانات المناخية لـترومانسبورغ | البيانات المناخية لـترومانسبورغ |
| الشهر                             | يناير                           | فبراير                          | مارس                            | أبريل                           | مايو                            | يونيو                           | يوليو                           | أغسطس                           | سبتمبر                          | أكتوبر                          | نوفمبر                          | ديسمبر                          | المعدل السنوي                   |
| --------------------------------- | ------------------------------- | ------------------------------- | ------------------------------- | ------------------------------- | ------------------------------- | ------------------------------- | ------------------------------- | ------------------------------- | ------------------------------- | ------------------------------- | ------------------------------- | ------------------------------- | ------------------------------- |
| متوسط درجة الحرارة الكبرى °ف (°م) | 32 (0)                          | 35 (2)                          | 42 (6)                          | 56 (13)                         | 68 (20)                         | 77 (25)                         | 81 (27)                         | 80 (27)                         | 73 (23)                         | 60 (16)                         | 48 (9)                          | 37 (3)                          | 57 (14)                         |
| متوسط درجة الحرارة الصغرى °ف (°م) | 17 (−8)                         | 18 (−8)                         | 25 (−4)                         | 37 (3)                          | 47 (8)                          | 57 (14)                         | 61 (16)                         | 59 (15)                         | 52 (11)                         | 42 (6)                          | 34 (1)                          | 24 (−4)                         | 39 (4)                          |
| الهطول إنش (مم)                   | 1.91 (49)                       | 1.87 (47)                       | 2.52 (64)                       | 3.26 (83)                       | 3.16 (80)                       | 3.76 (96)                       | 3.52 (89)                       | 3.16 (80)                       | 4.01 (102)                      | 3.42 (87)                       | 3.22 (82)                       | 2.42 (61)                       | 36.23 (920)                     |
| المصدر:                           |                                 |                                 |                                 |                                 |                                 |                                 |                                 |                                 |                                 |                                 |                                 |                                 |                                 |

## أعلام
- هرمان بيغز